# Попов, Алексей (историк)
Алексе́й Г. Попо́в — русский историк. Родился 14 мая 1763 года на Дону, в семье полкового есаула Григория Никитича Попова. В начале XIX века был директором училищ в области Войска Донского и историк донского казачества. В 1812 году, по желанию атамана Всевеликого войска Донского Матвея Платова составил и издал в 1814-16 годах книгу «История о Донском Войске». В ней он вел род донских казаков от амазонок, утверждал, что на персидском языке «Козак значит Скифа» и высказывал предположение, что Земля Донская раньше называлась «Козакией». Сам Алексей Попов, очевидно, был не казаком, а русским образованным чиновником.

## Труды
- Попов А.Г. История о Донском войске. — Харьков, 1814. — С. 60.
- Попов А. «Управление в Войске Донском и его атаманы с 1757 г.» — Донские Войсковые Ведомости, 1854.